# Sena Tomita
Sena Tomita (Japans: 冨田 せな, Tomita Sena) (Myoko, 5 oktober 1999) is een Japanse snowboardster. Ze vertegenwoordigde haar vaderland op de Olympische Winterspelen 2018 in Pyeongchang en op de Olympische Winterspelen 2022 in Peking. Haar jongere zus is snowboardster Ruki Tomita.

## Carrière
Bij haar wereldbekerdebuut, in februari 2016 in Sapporo, eindigde Tomita op de negende plaats. In december 2017 stond de Japanse in Secret Garden voor de eerste maal in haar carrière op het podium van een wereldbekerwedstrijd. Tijdens de Olympische Winterspelen van 2018 in Pyeongchang eindigde ze als achtste in de halfpipe.
Op de FIS wereldkampioenschappen snowboarden 2021 in Aspen eindigde Tomita als vierde in de halfpipe. Tijdens de Olympische Winterspelen van 2022 in Peking veroverde de Japanse de bronzen medaille in de halfpipe.

## Resultaten

### Olympische Winterspelen
| Jaar | Plaats      | Resultaten  |
| ---- | ----------- | ----------- |
| 2018 | Pyeongchang | 8e Halfpipe |
| 2022 | Peking      | Halfpipe    |

### Wereldkampioenschappen
| Jaar | Plaats | Resultaten  |
| ---- | ------ | ----------- |
| 2021 | Aspen  | 4e Halfpipe |

### Wereldbeker
Eindklasseringen
| Seizoen   | Algm | HP  |
| --------- | ---- | --- |
| 2015/2016 | 66e  | 28e |
| 2017/2018 | 17e  | 7e  |
| 2018/2019 | 16e  | 7e  |
| 2019/2020 | 44e  | 14e |
| 2020/2021 | 10e  | 4e  |